# Polygala corralitae
Polygala corralitae är en jungfrulinsväxtart som beskrevs av Tombesi och R.Kiesling. Polygala corralitae ingår i släktet jungfrulinssläktet, och familjen jungfrulinsväxter. Inga underarter finns listade i Catalogue of Life.